# Represa de Itupararanga
A Usina Hidrelétrica de Itupararanga está localizada nos municípios de Ibiúna, Sorocaba e Votorantim, no estado de São Paulo. Foi construída pela Light em 1912 no canyon do rio Sorocaba, na Serra de São Francisco, onde em 1903 existia nos arredores a Fazenda do Itupararanga que pertencia ao Banco União de São Paulo, com duas grandes quedas d'águas que chamavam a atenção, uma com 18 e outra com 56 metros de altura. A fazenda era grande produtora de ardósias e mármores. Teve seu funcionamento iniciado em 1914.

## Características
A usina possui capacidade instalada total de 55 MW e produção média anual de 150 Gwh, que fornece energia elétrica apenas para as indústrias do Grupo Votorantim, como a Fábrica de Cimento Votoran em Santa Helena e a fábrica da Companhia Brasileira de Alumínio, em Alumínio (São Paulo). A barragem tem 415 m de comprimento e altura de 38 m, com queda bruta de 206 metros e vazão máxima de 39,12 m³/s. Faz parte do Complexo Sorocaba da Votorantim Energia, composto por 2 usinas hidrelétricas (Itupararanga e Jurupará) e 2 centrais geradoras hidrelétricas (Santa Helena e Votorantim).
Possui um lago com canal principal de 26 km de extensão e 192 km de margens, em uma área de 936 km². O volume útil estimado é de 286 milhões de m³. O seu reservatório abastece Ibiúna 100%, Sorocaba 74%, Votorantim 92% e São Roque 32% e outras cidades vizinhas, irriga centenas de propriedades agrícolas nos arredores e é, graças à beleza de sua paisagem e às opções de lazer que oferece, um dos principais polos de atração turística da região. Um patrimônio econômico e ambiental de águas não poluídas, cercadas por trechos de mata também razoavelmente preservados. Para conservar a saúde de Itupararanga e a qualidade de vida das milhares de pessoas que, de alguma forma, estão ligadas à represa e à região, surgiu a S.O.S Itupararanga.

## Preservação ambiental
A represa está incluída na Área de Proteção Ambiental (APA) de Itupararanga que foi criada pela Lei Estadual nº 10.100, de 01 de dezembro de 1998 e alterada pela Lei Estadual 11.579 de 02 de dezembro de 2003, pelo deputado Hamilton Pereira, cujo objetivo é o uso sustentável e conservação ambiental. A área de da APA corresponde à área da bacia hidrográfica da represa de Itupararanga, que inclui os municípios de Alumínio, Cotia, Ibiúna, Mairinque, Piedade, São Roque, Vargem Grande Paulista e Votorantim, com área total de 93.356,75 hectares. A realização da APA é fruto de diversos estudos efetuados inicialmente pela UNISO - Universidade de Sorocaba.
Trata-se do maior reservatório manancial de água doce da região de Sorocaba. A atividade agrícola com uso de agrotóxicos próxima às margens do reservatório bem como o uso da água sem o controle dos órgãos fiscalizadores pode trazer sérios prejuízos à qualidade da água que abastece os vários municípios. Situada a poucos quilômetros da região metropolitana de São Paulo e de Sorocaba, Itupararanga corre o risco de sofrer os mesmos danos que já comprometeram a qualidade das águas de represas como as de Guarapiranga e a Billings.
O lago do reservatório de Itupararanga situa-se no Planalto Atlântico, em domínio de rochas cristalinas do embasamento, mais precisamente, na adjacência do flanco sul do Maciço Granítico São Francisco, que sustenta a serra homônima, porém estendendo-se dominantemente sobre os metassedimentos do Grupo São Roque. Os vales dos rios Sorocabuçu e Sorocamirim, preenchidos pelo reservatório, são controlados por importantes zonas de cisalhamento transcorrentes destrais, como as chamadas falhas de Taxaquara e Falha de Pirapora. A barragem está no canyon do rio Sorocaba, sobre o Granito São Francisco que possui as maiores elevações topográficas dessa região.